# Festività in Svizzera
I 26 cantoni che formano lo Stato federale svizzero hanno la facoltà di stabilire i propri giorni festivi in modo indipendente, con l'eccezione del 1º agosto, che è la festa nazionale svizzera.

## Elenco giorni festivi
| Data (e relativa regola)                    | Nome                                                                        | AG | AI | AR | BL | BS | BE | FR | GE | GL | GR | JU | LU | NE | NW | OW | SG | SH | SZ | SO | TG | TI | UR | VS | VD | ZG | ZH | Numero di cantoni |
| ------------------------------------------- | --------------------------------------------------------------------------- | -- | -- | -- | -- | -- | -- | -- | -- | -- | -- | -- | -- | -- | -- | -- | -- | -- | -- | -- | -- | -- | -- | -- | -- | -- | -- | ----------------- |
| 1 gennaio                                   | Capodanno                                                                   | *  | *  | *  | *  | *  | *  | *  | *  | *  | *  | *  | *  | *  | *  | *  | *  | *  | *  | *  | *  | *  | *  | *  | *  | *  | *  | 26                |
| 2 gennaio                                   | Berchtoldstag                                                               | *  |    |    |    |    | *  | *  |    | *  |    | *  | *  | *  |    | *  |    | *  |    | *  | *  |    |    |    | *  | *  | *  | 14                |
| 6 gennaio                                   | Epifania                                                                    |    |    |    |    |    |    |    |    |    | *  |    | *  |    |    |    |    |    | *  |    |    | *  | *  |    |    |    |    | 5                 |
| 1 marzo                                     | Giorno della Repubblica di Neuchâtel                                        |    |    |    |    |    |    |    |    |    |    |    |    | *  |    |    |    |    |    |    |    |    |    |    |    |    |    | 1                 |
| 19 marzo                                    | San Giuseppe                                                                |    |    |    |    |    |    |    |    |    | *  |    | *  |    | *  |    |    |    | *  | *  |    | *  | *  | *  |    |    |    | 8                 |
| Venerdì prima di Pasqua                     | Venerdì Santo                                                               | *  | *  | *  | *  | *  | *  | *  | *  | *  | *  | *  | *  | *  | *  | *  | *  | *  | *  | *  | *  |    | *  |    | *  | *  | *  | 24                |
| Lunedì dopo la Pasqua                       | Lunedì dell'Angelo                                                          | *  | *  | *  | *  | *  | *  | *  | *  | *  | *  | *  | *  | *  | *  | *  | *  | *  | *  | *  | *  | *  | *  |    | *  | *  | *  | 25                |
| 1 maggio                                    | Festa del lavoro                                                            |    |    | *  | *  | *  |    |    |    |    |    | *  |    | *  |    |    |    | *  |    | *  | *  | *  |    |    |    |    | *  | 11                |
| 39 gg dopo Pasqua                           | Ascensione di Gesù                                                          | *  | *  | *  | *  | *  | *  | *  | *  | *  | *  | *  | *  | *  | *  | *  | *  | *  | *  | *  | *  | *  | *  | *  | *  | *  | *  | 26                |
| 50 gg dopo Pasqua                           | Lunedì di Pentecoste                                                        | *  | *  | *  | *  | *  | *  | *  | *  | *  | *  | *  | *  | *  | *  | *  | *  | *  | *  | *  | *  | *  | *  |    | *  | *  | *  | 25                |
| 60 gg dopo Pasqua                           | Corpus Domini                                                               | *  | *  |    |    |    |    | *  |    |    | *  | *  | *  |    | *  | *  |    |    | *  | *  |    | *  | *  | *  |    | *  |    | 14                |
| 29 giugno                                   | Santi Pietro e Paolo                                                        |    |    |    |    |    |    |    |    |    | *  |    |    |    |    |    |    |    |    |    |    | *  |    |    |    |    |    | 2                 |
| 1 agosto                                    | Festa nazionale svizzera                                                    | *  | *  | *  | *  | *  | *  | *  | *  | *  | *  | *  | *  | *  | *  | *  | *  | *  | *  | *  | *  | *  | *  | *  | *  | *  | *  | 26                |
| 15 agosto                                   | Assunzione di Maria                                                         | *  | *  |    |    |    |    | *  |    |    |    | *  | *  |    | *  | *  |    |    | *  | *  |    | *  | *  | *  |    | *  |    | 13                |
| Giovedí dopo la prima domenica di settembre | Digiuno Ginevrino                                                           |    |    |    |    |    |    |    | *  |    |    |    |    |    |    |    |    |    |    |    |    |    |    |    |    |    |    | 1                 |
| terza domenica di settembre                 | Digiuno Federale - festa federale di ringraziamento, pentimento e preghiera | *  | *  | *  | *  | *  | *  | *  |    | *  | *  | *  | *  | *  | *  | *  | *  | *  | *  | *  | *  | *  | *  | *  | *  | *  | *  | 25                |
| lunedì dopo la terza domenica di settembre  | Lunedì del Digiuno Federale                                                 |    |    |    |    |    |    |    |    |    |    | *  |    | *  |    |    |    |    |    |    |    |    |    |    | *  |    |    | 3                 |
| 1 novembre                                  | Ognissanti                                                                  | *  | *  |    |    |    |    | *  |    | *  |    | *  | *  |    | *  | *  | *  |    | *  | *  |    | *  | *  | *  |    | *  |    | 15                |
| 8 dicembre                                  | Immacolata Concezione                                                       | *  | *  |    |    |    |    | *  |    |    | *  |    | *  |    | *  | *  |    |    | *  | *  |    | *  | *  | *  |    | *  |    | 13                |
| 25 dicembre                                 | Natale                                                                      | *  | *  | *  | *  | *  | *  | *  | *  | *  | *  | *  | *  | *  | *  | *  | *  | *  | *  | *  | *  | *  | *  | *  | *  | *  | *  | 26                |
| 26 dicembre                                 | Giorno di Santo Stefano                                                     | *  | *  | *  | *  | *  | *  | *  |    | *  | *  |    | *  |    | *  | *  | *  | *  | *  | *  | *  | *  | *  |    |    | *  | *  | 21                |
| 31 dicembre                                 | Restauration genevoise                                                      |    |    |    |    |    |    |    | *  |    |    |    |    |    |    |    |    |    |    |    |    |    |    |    |    |    |    | 1                 |
| Totale giorni festivi                       | Totale giorni festivi                                                       | 14 | 13 | 9  | 10 | 10 | 11 | 15 | 9  | 10 | 15 | 14 | 16 | 12 | 14 | 14 | 10 | 11 | 15 | 16 | 11 | 16 | 15 | 10 | 9  | 14 | 11 |                   |